# Le colonne della società (film 1935)
Le colonne della società (Stützen der Gesellschaft) è un film del 1935 diretto da Detlef Sierck (Douglas Sirk).
Il film è tratto dall'omonimo dramma di Henrik Ibsen, che Sirk aveva già rappresentato a teatro nel 1923.